# Rajkoviće
Rajkoviće (cyr. Рајковиће) – wieś w Serbii, w okręgu raskim, w mieście Novi Pazar. W 2011 roku liczyła 17 mieszkańców.